# Honoryna (powieść)
Honoryna (oryg. fr. Honorine) – powieść Honoriusza Balzaka z cyklu Komedia ludzka, należąca do Scen z życia prywatnego. Została opublikowana po raz pierwszy w 1844.

## Czas powstania
Utwór powstał w Paryżu w pomiędzy 25 a 28 grudnia 1842 roku. Ukazał się w odcinkach w „La Presse” pomiędzy 17 a 29 marca 1843 roku, a następnie z Królem cyganerii u Pottera w 1844 roku. W 1845 roku Balzac włączył Honorynę do czwartego tomu Scen z życia prywatnego Komedii ludzkiej.

## Treść
Honoryna, żona bogatego i o wiele starszego hrabiego Oktawa, uciekła od niego z kochankiem, przy którym po raz pierwszy poczuła się doceniana jako kobieta, czego brakowało jej w bezwzględnym świecie paryskim. Miała z kochankiem dziecko, które szybko zmarło, po czym została porzucona. Pogrążona we wstydzie hrabina nie chciała wracać pod dach swojego męża, choć wiedziała, że ten jej wybaczył. Zamieszkała w zupełnym odosobnieniu na ulicy Saint-Maur.
Hrabia usiłuje skłonić żonę do powrotu przy pomocy swojego sekretarza Maurycego de l’Hostala. Młody człowiek, w celu nawiązania znajomości z Honoryną, wynajmuje dom w jej najbliższym sąsiedztwie. Uzyskuje wprawdzie obietnicę jej powrotu do męża, jednak sam zakochuje się w kobiecie, zostaje jej kochankiem, a następnie, nie chcąc zranić jej męża, który obdarzył go zaufaniem, wyjeżdża z Paryża i zostaje dyplomatą. Zrozumiawszy całą sytuację, delikatna Honoryna wraca do męża, lecz nie umie być szczęśliwa, a następnie przedwcześnie umiera. Po latach, gdy zmarł także hrabia, Maurycy opowiada całą historię w konsulacie w Genewie, na czele którego stoi. Chociaż w międzyczasie zawarł małżeństwo z rozsądku z bogatą dziedziczką, noszącą dziwnym zbiegiem okoliczności imię Onorina Pedrotti, nigdy nie zapomniał przeżyć z młodości.

## Osoby występujące w utworze
- hrabina Honoryna de Bauvan – wychowana przez rodziców Oktawa, miała 16 lat, gdy ją spotkał. W powieści Balzac podaje tylko jej imię. Jej nazwisko pojawia się w Blaskach i nędzach życia kurtyzany, gdzie pojawia się śliczna pnia de Bauvan, w pierwszych latach swego małżeństwa około 1817 roku. Od 1822 roku mieszka przy ulicy Saint-Maur. Ma 29 lat w 1827, a umiera w 1831. Zarazem niewierna i «wielka dusza» wywołuje zdziwienie Camille Maupin, która zamyśla się pod koniec utworu.
- hrabia Oktaw de Bauvan – w powieści nazywany jest tylko hrabią Oktawem. Blaski i nędze życia kurtyzany ukazuje go wśród różnych zajęć. Ten poważny urzędnik (jest ministrem stanu i jednym z prezydentów Trybunału Kasacyjnego), starszy od Honoryny (wydaje się, że o siedem lat), rozumie, że postępował z nią niezręcznie, ale nie chce przyznać, że jej krótka, zmysłowa przygoda z uwielbianym kochankiem, może być dla niej fundamentalnym doświadczeniem. Przeżył Honorynę, ale wieku 45 lat jest starcem, który w 1836 roku, w pięć lat po śmierci żony, żegna się z Maurycym. Jego namiętność do żony jest scharakteryzowana jako obsesyjna monomania.
- Maurycy de l’Hostal – urodzony w 1802, sierota, siostrzeniec l’abbé Loraux, którego można spotkać kilka razy w Komedii ludzkiej (Kawalerskie gospodarstwo, Cezar Birotteau). Wydaje się słaby i podatny na wpływy, ale dzieli z hrabią Oktawem poglądy na temat honoru, nawet jeśli wymaga to od niego wykorzystania całej przenikliwości umysłu, którą dysponuje. Honorine żartuje sobie na temat jego podobieństwa do Byrona. Być może jego ucieczka przed Honoryną, żeby spotkać Onorynę (Pedrotti), jest znacząca. Wokół nich pod koniec powieści pojawiają się: Léon de Lora, Panna des Touches, Claude Vignon[1].

## Cechy utworu
W Honorynie Balzak wykorzystuje technikę retrospekcji – opowieść będącą zasadniczym wątkiem powieści przedstawia po latach jeden z jej bohaterów – Maurycy. W ten sposób, wykorzystując narratora, który sam należy do kręgów wielkiego świata, przybliża czytelnikowi charakter tego środowiska. Mimo romantycznego wątku miłosnego, wskazującego nadal wyraźne wpływy romantycznej tradycji literackiej w twórczości Balzaka, to wielki świat, jego opis i krytyka jest głównym tematem utworu. Chociaż pisarz w pozytywnym świetle przedstawia zarówno Maurycego, jak i hrabiego Oktawa, podkreśla, że i oni nie oparli się niszczycielskiej sile konwenansów działających w wyższych sferach Paryża. Pierwszy z wymienionych musiał zawrzeć małżeństwo z rozsądku, które – i tak niezbyt udane – do końca niszczy wspomnienie Honoryny, natomiast drugi, choć wybaczył żonie zdradę, nie był w stanie stworzyć z nią związku, jakiego oczekiwała.
Honoryna, podobnie jak często zestawiana z nią powieść Beatrix, dowodzi zatem fatalnego wpływu świata opartego na pieniądzu na wszystkie wrażliwe bądź po prostu oryginalne osobowości. Liczne podobieństwa Honoryna wykazuje również do Kobiety porzuconej (wątek miłości między kobietą dojrzałą, po ciężkich przejściach emocjonalnych i młodym człowiekiem) oraz do Podwójnej rodziny i Pierwszych kroków (w sposobie konstruowania postaci męża, w tym wypadku hrabiego). Oryginalność powieści polega jednak na tym, że w zestawieniu z wymienionymi wyżej utworami w sposób jeszcze silniejszy wykazuje ona, jak niewiele miejsca na szlachetność jest we współczesnym autorowi świecie – bohaterowie Honoryny w największym stopniu starają się zachować czystość intencji, a zatem ich klęska na tym polu jest najbardziej, również dla nich samych, dotkliwa.